# Крістоф Ешенбах

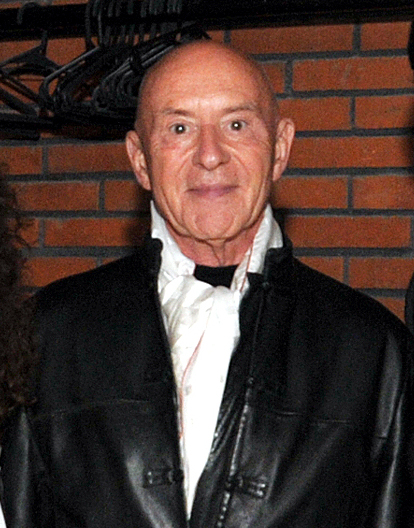

Кристоф Ешенбах (нім. Christoph Eschenbach; нар. 20 лютого 1940 Бреслау) - німецький піаніст і диригент.
Навчався в Гамбурзькій Вищій школі музики у Елізи Хансен. У 1964 р. записав перший диск (з творами Моцарта) в 1965 р. став першим лауреатом Міжнародного конкурсу піаністів імені Клари Хаскіл
Дебютував як диригент у 1972 р. третій симфонією Брукнера. В 1979 - 1981 роках був головним диригентом Філармонічного оркестру землі Рейнланд-Пфальц. Надалі Ешенбах очолював цюрихський оркестр Тонхалле (1982-1985), Х'юстонський симфонічний оркестр (1988-1999), Оркестр північнонімецького радіо (1998-2004) і Філадельфійський оркестр (2003-2007). У 2000-2010 року Ешенбах керував Оркестром Парижа.